# 129P/Shoemaker-Levy
129P/Shoemaker–Levy, ook bekend als Shoemaker–Levy 3 of 1990 XXVII; 1996 U1, is een periodieke komeet in het zonnestelsel met een omlooptijd van 7,23 jaar. De komeet valt binnen de definitie van het Encke-type met (TJupiter > 3; a < aJupiter), en is een Quasi-Hilda-komeet.
Deze komeet moet niet worden verward met de Komeet Shoemaker-Levy 9 (D/1993 F2), die in 1994 op spectaculaire wijze in botsing kwam met Jupiter.